# Albert Baez
Albert Vinicio Báez (ˈbaɪɛz; Puebla de Zaragoza, 15 de novembre de 1912 – 20 de març de 2007) va ser un físic mexicà-estatunidenc i pare de les cantants Joan Baez i Mimi Fariña, i oncle de John C. Baez. Va fer importants contribucions en el desenvolupament primerenc dels microscopis de raigs X i posteriorment dels telescopis de raigs X.

## Primers anys de vida
Albert Báez va néixer a Puebla, Mèxic, el 1912. El pare de Baez, el reverend Alberto B. Baez Fonseca, era un ministre metodista. Albert tenia quatre anys quan el seu pare va traslladar la seva família als Estats Units, primer a Texas durant un any i després a la ciutat de Nova York. Albert, la seva germana Mimi i el germà Peter es van criar a Brooklyn, on el seu pare va fundar la Primera Església Metodista Espanyola a Nova York. Durant la seva joventut, Baez va considerar convertir-se en ministre, però va seguir els seus interessos per les matemàtiques i la física.
Baez es va llicenciar en matemàtiques a la Drew University (BS, 1933) i a la Universitat de Syracuse (MS, 1935). Es va casar l'any 1936 amb Joan Chandos Bridge, filla d'un capellà episcopal. La parella es va convertir en quàquers. Van tenir tres filles (Pauline, Joan i Mimi), després es van traslladar a Califòrnia: Baez es va matricular al programa de doctorat en física de Stanford. El 1948, Baez va coinventar, amb el seu assessor del programa de doctorat, Paul Kirkpatrick, el microscopi de reflexió de raigs X per a l'examen de cèl·lules vives. Aquest microscopi encara s'utilitza en medicina. Baez va rebre el seu doctorat. en física a Stanford el 1950. El 1948, quan encara era estudiant de postgrau a Stanford, va desenvolupar cercles concèntrics de materials alternatius opacs i transparents per utilitzar la difracció en lloc de la refracció per enfocar els raigs X. Aquestes plaques de zona es van demostrar útils i fins i tot essencials dècades més tard només amb el desenvolupament de fonts de raigs X de sincrotró prou brillants i d'alta intensitat.

## Vida acadèmica
A mesura que la Guerra Freda es va intensificar a la dècada de 1950, el talent de Báez va ser molt demandat en la cursa armamentista en creixement, però el pacifisme de la seva família el va impulsar a rebutjar posicions lucratives e la indústria armamenstística i es va dedicar a l'educació i l'humanitarisme.
De 1950 a 1956, va ocupar una càtedra a la Universitat de Redlands, on va continuar la seva recerca de raigs X. Baez va prendre un permís d'un any per treballar amb la UNESCO l'any 1951, i va destinar la seva família a Bagdad per establir el departament de física i el laboratori de la Universitat de Bagdad. El 1959, Baez va acceptar una plaça de professor al MIT i va traslladar la seva família a l'àrea de Boston. Baez va treballar en l'educació de física amb el Comitè d'Estudis de Ciències Físiques, centrat en particular en la producció de pel·lícules. El 1960, treballant amb l'Observatori Astrofísic Smithsonian de Cambridge, va desenvolupar l'òptica per a un telescopi de raigs X. Més tard aquell any va traslladar la seva família a Claremont, Califòrnia, on es va incorporar a la facultat de Harvey Mudd College. De 1961 a 1967, va ser el primer director del programa d'educació científica de la UNESCO a París.
Baez va ser l'autor del llibre de text The New College Physics: A Spiral Approach (1967). Va ser coautor del llibre de text The Environment and Science and Technology Education (1987) i de les memòries, A Year in Bagdad (1988), escrites amb la seva dona Joan. Baez va fer gairebé un centenar de pel·lícules sobre física entre 1967 i 1974 per a l'Encyclopædia Britannica Educational Corp. Baez va presidir la Comissió d'Educació de la Unió Internacional per a la Conservació de la Natura i els Recursos Naturals de 1979 a 1983.
El 22 de juny de 1974, la britànica Open University va concedir a Baez un títol honorari com a Doctor de la Universitat.

## Jubilació
Després de la seva jubilació, Baez va donar ocasionalment conferències de física i va ser president de Vivamos Mejor/USA, una organització fundada el 1988 per ajudar els pobles empobrits de Mèxic. Els seus projectes inclouen educació infantil, projectes ambientals i activitats comunitàries i educatives. El 1991, la Societat Internacional d'Enginyeria Òptica li va concedir a ell i a Kirkpatrick el premi Dennis Gabor per les contribucions pioneres al desenvolupament de microscopis d'imatge de raigs X i telescopis d'imatge de raigs X. L'any 1995, la Hispanic Engineer National Achievement Awards Corporation (HENAAC) va establir el premi Albert V. Baez a l'excel·lència tècnica i al servei a la humanitat. El mateix Baez va ser inclòs al Saló de la Fama de l'HENAAC el 1998.
Baez va ser pare de les cantants folk Joan Baez i Mimi Fariña, i de Pauline Bryan; també era l'oncle del físic matemàtic John Baez. Va tenir tres néts i una besnéta. Va morir per causes naturals el 20 de març de 2007, als 94 anys, a la residència de Redwood City on havia viscut els tres anys anteriors. Baez s'havia divorciat de la seva dona, Joan Bridge Baez, des de diversos anys, en el moment de la seva mort. Segons la cantant Joan Baez, parlant al Newport Folk Festival de 2009, els seus pares es van casar per segona vegada abans de la seva mort. El seu obituari al New York Times afirma que "entre els seus supervivents hi ha la seva dona, Joan Bridge Baez de Woodside, Calif".